# National Rugby League 1927
La New South Wales Rugby Football League de 1927 fue la vigésima temporada del torneo de rugby league más importante de Australia.

## Formato
Los clubes se enfrentaron en una fase regular de todos con todos, los primeros cuatro clasificados disputaron las semifinales por el título.
Se otorgaron 2 puntos por el triunfo, 1 por el empate y ninguno por la derrota.

## Desarrollo

### Tabla de posiciones
| Pos. | Equipo            | Encuentros | Encuentros | Encuentros | Encuentros | Tantos | Tantos | Tantos | Puntos |
| Pos. | Equipo            | PJ         | PG         | PE         | PP         | F      | C      | Dif    | Puntos |
| ---- | ----------------- | ---------- | ---------- | ---------- | ---------- | ------ | ------ | ------ | ------ |
| 1    | South Sydney      | 16         | 14         | 0          | 2          | 402    | 162    | +240   | 32     |
| 2    | St. George        | 16         | 12         | 1          | 3          | 284    | 141    | +143   | 29     |
| 3    | Western Suburbs   | 16         | 9          | 0          | 7          | 222    | 182    | +40    | 22     |
| 4    | Eastern Suburbs   | 16         | 8          | 2          | 6          | 215    | 216    | -1     | 22     |
| 5    | Newtown           | 16         | 8          | 0          | 8          | 189    | 259    | -70    | 20     |
| 6    | North Sydney      | 16         | 6          | 1          | 9          | 174    | 256    | -82    | 17     |
| 7    | Balmain           | 16         | 5          | 2          | 9          | 210    | 238    | -28    | 16     |
| 8    | Glebe             | 16         | 4          | 0          | 12         | 176    | 297    | -121   | 12     |
| 9    | Sydney University | 16         | 3          | 0          | 13         | 199    | 320    | -121   | 10     |

|  | Semifinalistas. |

#### Semifinales
| 10 de septiembre | St. George | 26 - 11 | Eastern Suburbs |  |  |

| 10 de septiembre | South Sydney | 38 - 6 | Western Suburbs |  |  |

#### Final
| 17 de septiembre | South Sydney | 20 - 11 | St. George |  |  |

| Bandera de Australia |
| Campeón South Sydney |
| Séptimo título       |